# 轩甍龙属
轩甍龙（意为“很高的屋顶”，经常错拼为“Hypsirophus”）是剑龙类恐龙的一个属。属下包含单一物种骨板轩甍龙（Hypsirhophus discurus），仅所知于一件残破标本。化石包括部分背椎、三节尾椎及一块肋骨。

## 历史及分类

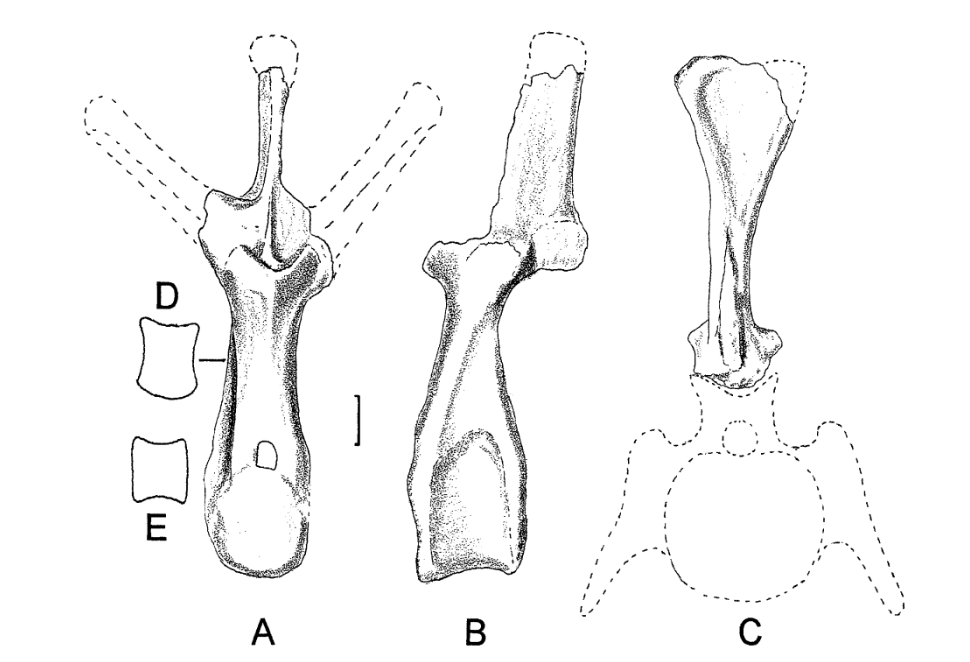
正模标本的椎骨

首批被描述的轩甍龙化石是由在科罗拉多州卡农城东北3.8英里处著名化石产地花园公园乳头山（"Cope's Nipple"）附近的科普3号采石场（Cope's Quarry 3）为爱德华·德林克·科普（Edward Drinker Cope）工作的教师奥雷玛·威廉·卢卡斯（Oramel William Lucas）在晚侏罗世提通阶地层中发掘出来。目前归入轩甍龙的化石非常零碎，且仅来自单个个体，包括一节背椎、两根部分神经棘、两节尾椎椎体和一个肋骨碎片。这些化石随后被寄给科普，科普则于1878年将其作为化石战争——即科普和耶鲁大学古生物学家奥塞内尔·查利斯·马什（Othniel Charles Marsh）争夺美国西部化石的角逐——的一部分而简要描述。科普误将附近发现的一个兽脚类股骨（可能属于异特龙）归入该标本，这让他相信它是一只与暴风龙或斑龙相关的兽脚类，甚至可能是自己之前描述的三型齿暴风龙（Laelaps trihedrodon）的异名。属名意为“很高的屋顶”，指背椎高大的解剖结构，但种名释义并未给出。第二年即1879年，科普根据来自科罗拉多某未知地区的几节椎骨、四肢骨骼及牙齿命名了另一个物种“丝氏轩甍龙”（Hypsirhophus "seeleyanus"），这些化石现已遗失，且均属于兽脚类而非剑龙类。科普对该物种的命名亦不规范，使其成为一个裸名。1897年科普去世后，轩甍龙正模标本被转移至美国自然历史博物馆并编号为AMNH 5731。

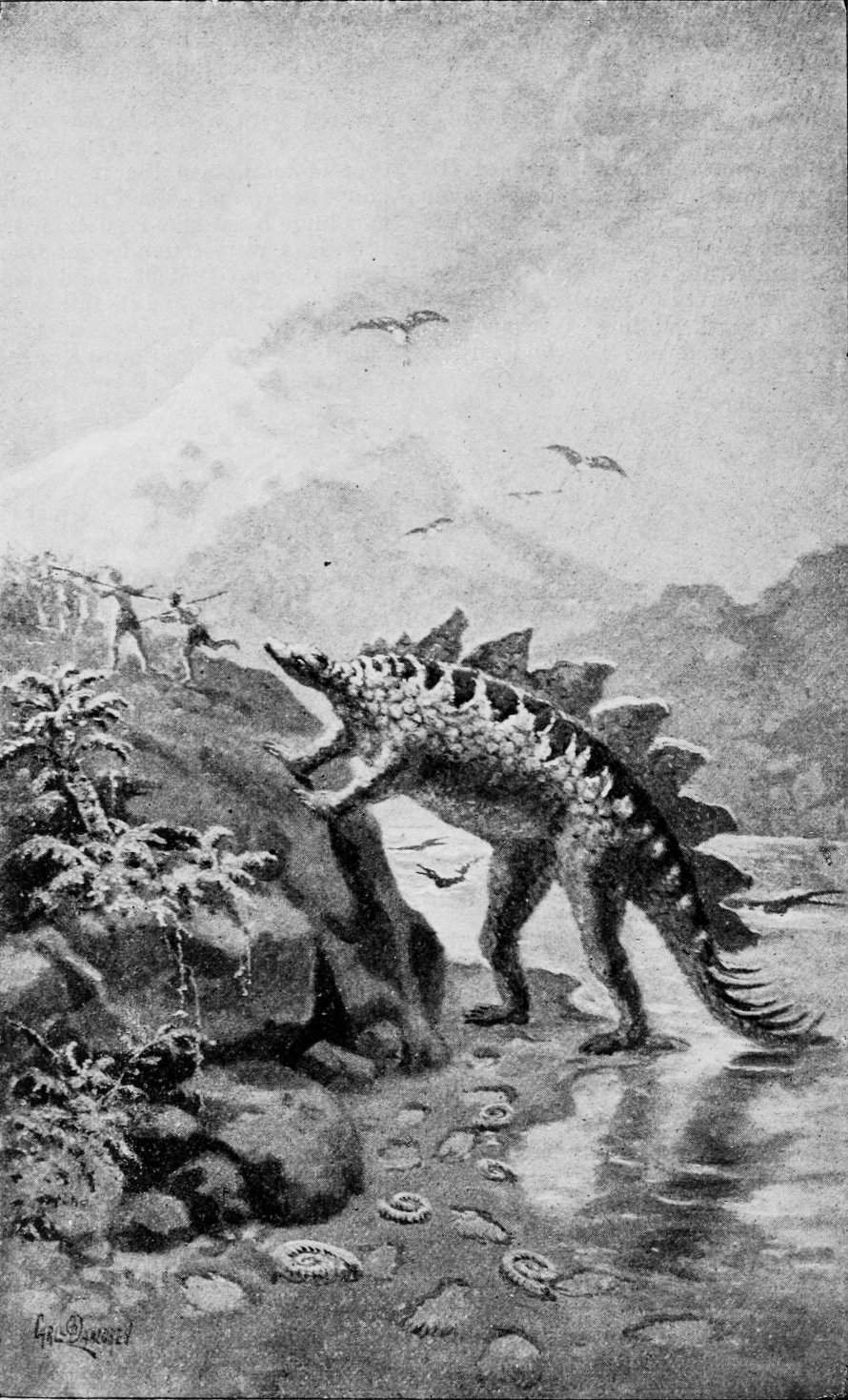
1892年的过时复原图

直到许多年后才根据剑龙完整骨骼描述将轩甍龙归入剑龙类，当时科普的的竞争对手马什于1892年将其分类为剑龙科。后来一些研究者认为轩甍龙是剑龙的异名或疑名，尽管肯尼斯·卡彭特（Kenneth Carpenter）和彼得·加尔冬（Peter Galton）已根据椎骨差异提出轩甍龙是一个不同的有效属。

## 描述
由于正模标本过于零散、缺乏描述且仅发现过一件标本，因此目前对轩甍龙所知甚少。肯尼斯·卡彭特指出该属可根据以下特征鉴别：①轩甍龙后关节突之间的圆形窝与剑龙的垂直沟槽相对；②轩甍龙自后关节突基底延伸至神经管的中嵴与剑龙的无嵴相对（剑龙蹄足种仅有一个沟槽，狭脸种亦是如此）；③轩甍龙基底横截面前表面凸出与剑龙的凹陷相对。背椎很高，尽管不完整却仍高达47厘米，是已知最大的背椎之一。